# Graafwater
Graafwater è una cittadina sudafricana situata nella municipalità distrettuale di West Coast nella provincia del Capo Occidentale.

## Geografia fisica
Il piccolo centro abitato sorge lungo la R364 a metà strada tra le cittadine di Clanwilliam e Lambertsbaai.